# Schoenoxiphium
Genre
Classification APG III (2009)
Schoenoxiphium est un genre de plantes herbacées appartenant à la famille des Cyperaceae, comprenant vingt-six espèces. Elles se rencontrent surtout en Afrique du Sud, dans les régions montagneuses. L'espèce Schoenoxiphium madagascariense se trouve en Afrique du Sud et à Madagascar.

## Quelques espèces
- Schoenoxiphium altum Kukkonen (province du Cap)[4]
- Schoenoxiphium basutorum Turrill
- Schoenoxiphium bracteosum Kukkonen
- Schoenoxiphium burkei (province du Cap)
- Schoenoxiphium burttii Kukkonen
- Schoenoxiphium caricinum Kük. (syn. de Kobresia fragilis, car cette espèce se trouve en Asie)
- Schoenoxiphium clarkeanum Kük. (syn. de Kobresia fragilis, car cette espèce se trouve en Asie[5])
- Schoenoxiphium ecklonii Nees (province du Cap)[6]
- Schoenoxiphium lanceum (Thunb.) Kük[7]. (pointe sud de l'Afrique du Sud)
- Schoenoxiphium lehmannii (Nees) Kunth ex Steud.[8] (Afrique du Sud et Kenya et vers l'Éthiopie)
- Schoenoxiphium schweickerdtii Merxm. & Podlech[9] (est de l'Afrique du Sud)
- Schoenoxiphium sparteum (Afrique du Sud et Afrique orientale)[10]